# ФК Борнмут
Борнмут (енгл. AFC Bournemouth) енглески је фудбалски клуб из истоименог града који се такмичи у Премијер лиги. Клуб је више пута мењао имена током историје. Основан је 1899. године као ФК Боскомб (Boscombe F.C.). Године 1923. мења име у Борнмут енд Боскомб Атлетик (Bournemouth and Boscombe Athletic F.C.), а од 1972. године се назива Борнмут. Надимак клуба је „вишње”. Боја дресова је црно-црвена. Од 1910. године клуб игра на стадиону Дин Корт.